# Balloons
Balloons is een nummer van de Britse indierockband Foals uit 2007. Het is de eerste single van hun debuutalbum Antidotes.
Frontman Yannis Philippakis was in de eerste instantie huiverig om "Balloons" uit te brengen, omdat hij bang was dat het als te commercieel zou worden beschouwd. Toch viel het nummer in de smaak in het Verenigd Koninkrijk, waar het een bescheiden 39e positie bereikte. In Nederland bereikte de plaat de hitlijsten niet.

## Tracklijst
Muziekdownload
1. "Balloons" - 3:00

CD-single
1. "Balloons" - 3:00
2. "Brazil Is Here" - 4:21

7"-single
1. "Balloons" - 3:00
2. "Dearth" - 3:02

12"-single
1. "Balloons" (Kieran Hebden version) - 8:41